# غوردون يونغ (كاتب)
غوردون يونغ (بالإنجليزية: Gordon Young)‏ (1886 - 1948)؛ روائي أمريكي.

## روابط خارجية
- غوردون يونغ على موقع IMDb (الإنجليزية)
- غوردون يونغ على موقع قاعدة بيانات الفيلم (الإنجليزية)